# Gællared sogn
Gællared sogn i Halland var en del af Faurås herred. Gællared distrikt dækker det samme område og er en del af Falkenbergs kommun. Sognets areal er 83,12 kvadratkilometer, heraf land 78,92. I 2020 havde distriktet 408 indbyggere. Byen Gællared ligger i sognet.
Navnet (1309 Giallaryth) stammer fra kirkebyen. Den består af to dele. Kilden til den første del er uklar, eventuelt er det et mandenavn (Gælle?). Den sidste del er ryd, fra rydning. Der er to naturreservater i sognet: Bergs naturskog (delt med Okome sogn) og Yttra Berg.